# 宝魔ハンターライム
『宝魔ハンターライム』（ほうまハンターライム）は、サイレンスのコンピュータゲーム。および、それを原作としたOVA。ブラザー工業（後にエクシングに運営移管）によるパソコンソフト自動販売機『ソフトベンダーTAKERU』専用ソフトとして発売された。英字表記では、"Jewel Bem Hunter Lime"。

## 概略
本作のジャンルはアドベンチャーゲームに分類されるが、内容はデジタルコミックに分類される。ひとつの話が始まるごとにオープニングソングが流れ、話が終わるとエンディングソングが流れる。その後、次の話の予告編が付いていることから、デジタルアニメ系アドベンチャーとも呼ばれている。
当初は全6話で終了予定だったが、その人気から制作途中で継続が決定し、最終的には全12話となった。
「ソニア」ブランドでアダルトゲームを多く手掛けてきたサイレンスが一般向けのゲームとして発売した作品でもあり、本作でも音楽を手掛けた荒川憲一にとっては初めての一般向け作品である。
ソニアの『あにまーじゃんV3』などに参加した中嶋敦子によるキャラクターデザインと、男性向けの扇情的なアニメーションパートが充実していたことで人気を呼んだ。
アスミックによって家庭用ゲーム機へ移植され、『宝魔ハンターライム スペシャルコレクション』（vol.1、2）『宝魔ハンターライム with ペイントメーカー』（以上3作共にPlayStation版）、『宝魔ハンターライム パーフェクトコレクション』（セガサターン版）が発売されたほか、OVA化もされている。

## あらすじ
人間界とは別の世界である魔界で、強大な魔力を持つ魔法玉（魔宝玉）が強奪される。魔法玉は本来は魔界と人間界との友好の証であったが、その一方で世の中の恨み・憎しみを吸収し妖怪を生み出す力を持っている。主人公のライムとそのパートナーのバースは魔法玉を奪還するために人間界へ降り立つが、ふとしたことから魔法玉をバラバラに散らせてしまう。2人は怨念を吸って妖怪と化した魔法玉の欠片をすべて回収すべく人間に姿を変え、人間界を巡る。

## 登場人物
声優名はPS版・SS版・OVA版のもの。

### 主要人物
ライム
声：玉川紗己子
主人公。魔界からやってきた少女。本来は青緑色のロングヘアーに長い尾を持ち、猫耳に翼が生えた姿をしている。変身能力に長けており、コスプレのようにあらゆる姿へ変わることができる。機敏さはあるが戦闘力は低く、反乱軍側に捕らわれの身になることも。物語の最後には、みづきの高校に再び転入生として現れ人間と共存する姿が描かれている。
バース
声：山口勝平
ライムのパートナーの少年。ライムより2歳年下（人間界ではライム・バース・みづきは同学年としている）。戦闘能力に長けており、本来の姿は鬼と見まごうような姿をしている。同世代の女の子が近くにいるとそのスケベ心をあらわにするが、即座にライムがどつくなどしてたしなめられる。暴飲暴食の癖があり、妖怪すとまくんはバースの胃がベースとなり出現している。
瀬尾みづき
声：白鳥由里
第2話から登場する人間界の少女。「そーなんですかぁ～」が口癖の女子高校生（高1）。茶髪のポニーテールにリボン、カールのかかった髪型。ライムやバースと打ち解け、友人となる。なお、ふたりが正体を教えるまではふたりを探偵だと認識していた。コスプレが趣味で、ライムに負けず劣らずいろんな姿で登場する。
ココナ
声：かないみか
PC版の第9話以降に登場するバースの妹で、バースを追って人間界にやって来る。赤毛のツインテールまたはロングヘアーで見た目は女子小中学生風。胸の小ささを気にしている。バース同様、鬼の姿となって戦闘に参加する。力押しの兄と違い、魔法で敵を翻弄する。
ぷぎ
声∶麻見順子
ライムとバースの使い魔。名前はその鳴き声から。黄色いおまんじゅうに大きな2つの目が付いたような容姿をしている。ふたりの求めに応じてさまざまな形に変身する。なお、ココナにもぷぎに似た水色の使い魔がいる。
がまぐっち
声：大谷育江
魔法玉によって妖怪と化したガマグチ財布。悪事は起こさないが女の子にもてる特長があり、バースが悔しさをあらわにしている。そのキャラクター性から2度も登場したうえ、後にはサイレンスのマスコットキャラクターとなった。

### その他の人物・妖怪
W.ペガサス
声：小杉十郎太
ろうそくん
声：武政弘子
ちゅーしゃきんぐ
声：武政弘子
院長（女医院長）
声：長島雄一
ますから
声：スペル・デルフィン
レフリー
声：篠塚誠一郎
スーパー・ドルフィン
声：武政弘子
みちのたか子
声：麻見順子
解説者
声：小杉十郎太
おくてぱす
声：岩永哲哉
マスター
声：長島雄一
係員
声：矢島晶子
ナレーション
声：長島雄一
かみぶくろう
声：千葉繁
妖怪ドール
声：かないみか
デパートの洋服売り場のマネキン人形。毎日ひとりで仕事をこなし夜になると倉庫の中で泣いている。そんなときバースと出会い、彼の優しさに次第に惹かれ、ふつうの女の子と変わらない感情を抱き始めるようになる。
デパート店員
声：矢島晶子
デパート客
声：長島雄一
たいまー
声：矢島晶子

## 発売歴
PC98版、X68k版、TOWNS版
| 話数 | 発売年 | 発売月日 | FD枚数 |
| ---- | ------ | -------- | ------ |
| 1    | 1993年 | 6月10日  | 2      |
| 2    | 1993年 | 7月9日   | 2      |
| 3    | 1993年 | 8月6日   | 2      |
| 4    | 1993年 | 9月10日  | 2      |
| 5    | 1993年 | 10月9日  | 2      |
| 6    | 1993年 | 11月10日 | 2      |
| 7    | 1993年 | 12月10日 | 2      |
| 8    | 1994年 | 1月10日  | 3      |
| 9    | 1994年 | 2月10日  | 3      |
| 10   | 1994年 | 3月10日  | 3      |
| 11   | 1994年 | 4月11日  | 3      |
| 12   | 1994年 | 5月20日  | 5      |
PS版
| タイトル                     | 発売年 | 発売月日 | CD-ROM枚数 | 収録話 |
| ---------------------------- | ------ | -------- | ---------- | --- |
| スペシャルコレクション Vol.1 | 1994年 | 12月22日 | 1          | Act.1：妖怪出現!魔宝玉を取り戻せ!!（PC版1話） Act.2：妖怪がまぐっち出現!悪いことを探せ!（PC版2話） Act.3：妖怪ちゅーしゃきんぐ!恨みの注射針!（PC版3話） Act.4：妖怪ますから!マスクはワイの命やでぇ! |
| スペシャルコレクション Vol.2 | 1995年 | 9月15日  | 1          | Act.5：夢をかなえて!妖怪おくてぱす!!（PC版4話） Act.6：妖怪かみぶくろうの魔手!コスプレ少女を救え!（PC版5話） Act.7：悲しみの妖怪ドール Act.8：死闘!バース対ペガサス!!（PC版6話）                    |
| with ペイントメーカー        | 1997年 | 2月21日  | 1          | Act.9：自由を求めて!妖怪すとまくん!!（PC版7話） Act.10：妖怪だいこーん!食べ物を大切に!!（PC版8話） Act.11：夢見る少女と落書き妖怪!!                                                                 |
SS版
| タイトル                 | 発売年 | 発売月日 | CD-ROM枚数 | 収録話                 |
| ------------------------ | ------ | -------- | ---------- | ---------------------- |
| パーフェクトコレクション | 1995年 | 9月29日  | 2          | PS版Act.1からAct.8まで |

## スタッフ
- 原作、脚本、絵コンテ、監督：中村謙一郎
- キャラクターデザイン・総作画監督：中嶋敦子
- 音楽：荒川憲一
- 原画：松本憲生、松竹徳幸、鈴木博文、もりやまゆうじ ほか
- 動画：スタジオたくらんけ、葦プロダクション
- 制作：サイレンス
- 販売：ブラザー工業

## 主題歌
オープニングテーマ「Follow Me〜守ってあげる」
作詞：藤井美保 / 作曲、編曲：見良津健雄 / 歌：かないみか
エンディングテーマ「強がりのリフレイン」
作詞、作曲：菅井えり / 編曲：見良津健雄 / 歌：玉川紗己子
エンディングテーマ「ロマンスよりも恋人よりも」
歌：玉川紗己子

## OVA版
1996年から1997年にかけてVHSとLDで全3巻がアスミックから発売された後、2002年2月22日には全3巻をDVD1枚に収録したDVD版がパイオニアLDCから発売された。

### スタッフ
- 原作、脚本 - 中村謙一郎
- 脚本協力 - 桃井さくら
- 監督 - アミノテツロー（第1巻）、日下直義（第2巻、第3巻）、中嶋敦子（第2巻、第3巻）
- 監修 - アミノテツロー（第2巻、第3巻）
- キャラクターデザイン・総作画監督 - 中嶋敦子
- 美術監督 - 新井寅雄
- 色彩設計 - 広川由利
- 撮影監督 - 杉浦充
- 編集 - 田熊純
- 録音監督 - 田中英行
- 音響効果 - 影山満
- 音楽 - 加藤みちあき、水野雅夫
- プロデューサー - 大山英伸、大場龍男、加藤博
- 制作協力 - スタジオジャイアンツ
- アニメーション制作 - 葦プロダクション
- 製作、著作、販売 - アスミック、TBS

### 主題歌
オープニングテーマ「ハートのプロポーション」
作詞 - 加藤茂一 / 作曲・編曲 - 加藤みちあき / 歌 - かないみか
エンディングテーマ「ビミョーゼツミョー日曜日」
作詞 - 比留間徹 / 作曲・編曲 - 加藤みちあき / 歌 - 玉川紗己子

### 各巻リスト
| 巻数  | サブタイトル                       | 絵コンテ                   | 演出     | 作画監督 | 発売日         |
| ----- | ---------------------------------- | -------------------------- | -------- | -------- | -------------- |
| 第1巻 | 妖怪出現! 魔法玉を取り戻せ!!       | 藤本義孝                   | 日下直義 | 広田正志 | 1996年10月25日 |
| 第2巻 | 妖怪がまぐっち 悪い事を探せ!       | 小暮輝夫 広田正志 土蛇我現 | 日下直義 | 広田正志 | 1996年12月21日 |
| 第3巻 | 妖怪ちゅーしゃきんぐ 恨みの注射針! | 広田正志                   | 日下直義 | 広田正志 | 1997年3月7日   |

## 関連書籍
- 宝魔ハンターライム設定資料集 Official art book（上巻） コンパス、1994年11月　PC版第1話~第6話原画ほか　ISBN 4906407277
- 宝魔ハンターライム設定資料集 Official art book（下巻）　コンパス、1994年11月　PC版第7話~第12話原画ほか　 ISBN 4906407285

## サントラCD
サウンドトラックは東芝EMIから販売されたPC-98版、Playstation版の音源、ボーナストラックとしてカラオケ版を収録したもの(TYCY-5408)と、OVAサントラ(TYCY-5527)。
一般流通では販売されていないスペシャルバージョンのサウンドコレクション(SL-993-TP)がある。
サウンドコレクションはゲームのオリジナル音源ではなく、荒川の要望でスペシャルアレンジ版となっている。